# Louis Bedel
Ernest Marie Louis Bedel (16 de mayo de 1849, Nantes - 26 de enero de 1922, París) fue un entomólogo francés especializado en coleópteros.
Louis Bedel estudió primero en Nantes y luego en París, donde fue compañero de estudios el futuro entomólogo Maurice Sédillot (1849-1933). Su padre dispuso su participación en salidas de historia natural donde conoció a grandes nombres de la historia natural como Alcide d'Orbigny (1802-1857) y a las que también asistieron futuros científicos de otras disciplinas como Henry Le Chatelier (1850-1936), Henri d'Orbigny (1845-1915) y Pierre Emile Gounelle (1850-1914). Participó en la guerra de 1870 antes de continuar sus estudios de derecho. Bedel escribió cerca de 300 publicaciones dedicadas principalmente a los coleópteros. Su colección se conserva en el Museo natural de historia natural.